# بيرثا بالمر
بيرثا بالمر (بالإنجليزية: Bertha Palmer)‏ هي نجمة اجتماعية أمريكية، ولدت في 22 مايو 1849 في لويفيل في الولايات المتحدة، وتوفيت في 5 مايو 1918 في مقبرة غريسلاند في الولايات المتحدة.

## وصلات خارجية
- بيرثا بالمر على موقع IMDb (الإنجليزية)
- بيرثا بالمر على موقع الموسوعة البريطانية (الإنجليزية)
- بيرثا بالمر على موقع قاعدة بيانات الفيلم (الإنجليزية)